# توماس کوروین
توماس کوروین (به انگلیسی: Thomas Corwin) سناتور ارمنی‌تبار سابق عضو حزب ویگ بود. وی در سال ۱۸۴۵ تا ۱۸۵۰ میلادی سناتور ایالت اوهایو در سنای ایالات متحده آمریکا و در سال‌های ۱۸۵۹ تا ۱۸۶۱، نماینده مجلس از حوزه هفتم همان ایالت بود. طرح کوروین (متمم قانون اساسی) که در نهایت، به تصویب ایالت‌ها نرسید، از پیشنهادهای اوست.